# Mimus dorsalis
Mimus dorsalis е вид птица от семейство Mimidae.

## Разпространение
Видът е разпространен в Аржентина и Боливия.